# Amtsgericht Dornum
Das Amtsgericht Dornum war ein Gericht der ordentlichen Gerichtsbarkeit in Dornum.
Nach der Revolution von 1848 wurde im Königreich Hannover die Rechtsprechung von der Verwaltung getrennt und die Patrimonialgerichtsbarkeit abgeschafft.
Das Amtsgericht wurde daraufhin mit der Verordnung vom 7. August 1852 die Bildung der Amtsgerichte und unteren Verwaltungsbehörden betreffend als königlich hannoversches Amtsgericht gegründet. Es umfasste aus dem Amt Berum die Orte Arle, Großheide, Menstede, Schleen, Nesse, Neßmersiehl, Westdorf, Dornum, Dornumergrode, Dornummersiehl, Schwittersum und vom Amt Esens die Orte Westeraccum und Westeraccumersiehl. Das Amtsgericht war dem Obergericht Aurich untergeordnet. Im Jahre 1859 wurde es aufgelöst. Der Gerichtsbezirk wurde entsprechend den Grenzen der Ämter den Amtsgerichten Berum und Esens zugeschlagen.